# Ziphosuchia
Clade
Clades de rang inférieur
- † Sebecosuchia

Familles de rang inférieur
- † Baurusuchidae
- † Chimaerasuchidae
- † Comahuesuchidae
- † Notosuchidae
- † Sphagesauridae

Les Ziphosuchia (ziphosuchiens en français) sont un clade éteint de crocodylomorphes notosuchiens qui vivaient principalement au Gondwana pendant le Crétacé. Cependant l'inclusion du clade des Sebecosuchia parmi les ziphosuchiens, prolonge leur présence sur Terre jusqu'au Miocène moyen. On en a trouvé des fossiles en Amérique du Sud, en Afrique, en Europe et en Asie. 

## Description

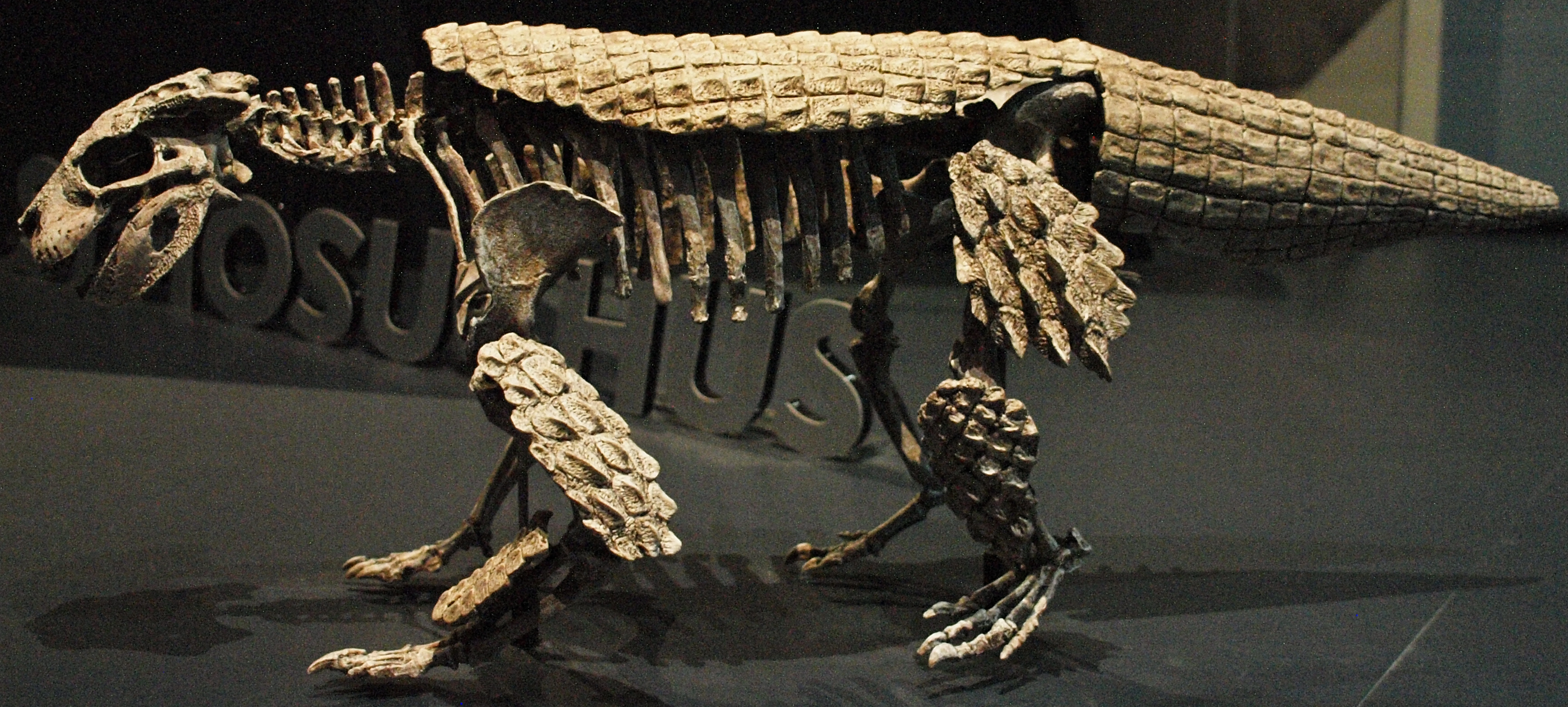
Squelette reconstitué d'un Ziphosuchia basal du genre Simosuchus au Musée royal de l'Ontario au Canada.

Les ziphosuchiens étaient généralement des animaux de petite taille, avec des corps élancés et des membres dressés. Les crânes, qui sont la partie la plus souvent conservée du squelette, montrent de grandes variations morphologiques ayant conduit à la définition de nombreux taxons. 

## Classification
Ce clade a été créé en 2000 par Francisco Ortega (d), Zulma Gasparini, Ángela D. Buscalioni (d) et Jorge O. Calvo (d) pour regrouper les genres Notosuchus, Libycosuchus les Sebecosuchia,.
En 2004, une analyse phylogénétique de Ismar de Souza Carvalho (d) et son équipe le définit comme regroupant le dernier ancêtre commun de Notosuchus, Libycosuchus et des Baurusuchoidea, et tous leurs descendants.
En 2014, Diego Pol (d) et son équipe conduisent une nouvelle étude phylogénétique, intégrant les nombreux nouveaux genres et espèces découverts au début des années 2010. Elle compile plusieurs études phylogénétiques antérieures pour aboutir à une matrice incluant 109 Crocodyliformes et genres proches dont 412 caractères morphologiques sont étudiés. Les Notosuchia selon D. Pol et al. regroupent 45 genres et 54 espèces. Leur cladogramme, ici simplifié, montre la positiion des Ziphosuchia, et les différents clades, genres et espèces qui lui sont rattachés :
- Notosuchia
  - 
    - 
      - Uruguaysuchidae
        - Araripesuchus tsangatsangana
        - 
          - Anatosuchus
          - Araripesuchus wegeneri

        - 
          - Araripesuchus buitreraensis
          - 
            - Araripesuchus gomesii
            - 
              - Araripesuchus patagonicus
              - Uruguaysuchus

      - 
        - Stolokrosuchus
        - 
          - Mahajangasuchidae
            - Kaprosuchus
            - Mahajangasuchus

          - Peirosauridae
            - Hamadasuchus
            - 
              - Gasparinisuchus
              - Lomasuchus
              - Montealtosuchus
              - Uberabasuchus

    - 
      - Candidodon
      - Ziphosuchia
        - Libycosuchus
        - 
          - Simosuchus
          - 
            - 
              - Malawisuchus
              - Pakasuchus

            - 
              - 
                - Morrinhosuchus
                - 
                  - Notosuchus
                  - 
                    - Coringasuchus
                    - Labidiosuchus
                    - Mariliasuchus
                    - Sphagesauridae
                      - 
                        - Adamantinasuchus
                        - Yacarerani

                      - 
                        - 
                          - Caipirasuchus stenognathus
                          - 
                            - Caipirasuchus paulistanus
                            - Caipirasuchus montealtensis

                        - 
                          - Sphagesaurus
                          - 
                            - Armadillosuchus
                            - Caryonosuchus

              - 
                - Chimaerasuchus
                - 
                  - Comahuesuchus
                  - Sebecosuchia
                    - Pabwehshi
                    - Baurusuchidae
                      - Cynodontosuchus
                      - 
                        - Pissarrachampsa
                        - 
                          - Stratiotosuchus
                          - 
                            - Campinasuchus
                            - 
                              - Baurusuchus albertoi
                              - 
                                - Baurusuchus pachecoi
                                - Baurusuchus salgadoensis

                    - 
                      - 
                        - Bergisuchus
                        - Iberosuchus

                      - Sebecidae
                        - 
                          - Lorosuchus
                          - Pehuenchesuchus

                        - 
                          - Barinasuchus
                          - 
                            - 
                              - Ayllusuchus
                              - Bretesuchus

                            - 
                              - « forme de Lumbrera »
                              - Langstonia
                              - Sebecus
                              - Zulmasuchus